# Larger Than Life
 Larger Than Life – singel amerykańskiego zespołu Backstreet Boys wydany 28 września 1999 roku. Utwór pochodzi z płyty Millennium. Autorami tekstu i muzyki są: Max Martin, Kristian Lundin i Brian Littrell. Reżyserem klipu do tego utworu jest Joseph Kahn.